# Phytomia kroeberi
Phytomia kroeberi är en tvåvingeart som först beskrevs av Mario Bezzi 1912.  Phytomia kroeberi ingår i släktet Phytomia och familjen blomflugor.
Artens utbredningsområde är Kongo. Inga underarter finns listade i Catalogue of Life.